# Stadtverein Salzburg
Der Stadtverein Salzburg ist eine bürgerschaftliche Initiative, die an der Stadtentwicklung und Kulturlandschaft Salzburgs mitwirkt.
Der Verein wurde 1862 zuerst als sogenanntes Stadtverschönerungs-Comité gegründet. 1869 wurde er in „Verschönerungs-Verein“ und 1934 in „Stadtverein Salzburg“ umbenannt. Der Verein versteht sich als „Stimme der Vernunft“ und wird bis heute von Menschen getragen, die an der Gestaltung und den essentiellen Fragen der Stadtentwicklung und Stadtkultur aktiv und engagiert mitwirken.

## Geschichte
Am 15. November 1862 fand die erste Sitzung des Stadtverschönerungs-Comités statt, wobei die 26 Gründungsväter ein Vereinsstatut erarbeiteten. Zum ersten Vorsitzenden wurde 1863 der bekannte und reformfreudige Salzburger Bürgermeister Heinrich von Mertens gewählt. Unter den Gründern war bis 1887 auch der Gemeinderat, Realschullehrer und Maler Josef Mayburger.  Aktuell erscheint dabei das Bestreben Mayburgers, den maßlosen Plänen zur Stadterweiterung und Salzachregulierung entgegenzutreten. Von ihm und dem Stadtverschönerungs-Comité wurde der Abriss der Monika-Pforte und der Wehrbauten auf dem Mönchsberg verhindert (die Steinblöcke hätten bei der Salzachregulierung Verwendung finden sollen). Auch das Klausentor wurde vor dem Abriss, der ihm als angeblichem Verkehrshindernis drohte, bewahrt, der geschwungene Salzachverlauf ergibt sich zwar zwingend aus der Lage der salzachnahen Altstadthäuser, verschiedene Maßnahmen der Regulierung sind aber trotzdem Mayburger zu verdanken. Selbst der Makartplatz musste mehrmals (1907, 1927, 1953) gegen Pläne, diesen nach dem Abriss des Pfandhauses gegenüber der Dreifaltigkeits-Kirche zu verbauen oder zu einem Parkplatz umzugestalten, geschützt werden. Sogar gegen einen angedachten Abriss der Attika des ehemaligen Marstalles gegenüber der Marstall-Pferdeschwemme, die nach Plänen Johann Bernhard Fischer von Erlachs errichtet worden war, musste noch 1958 Stellung genommen werden.

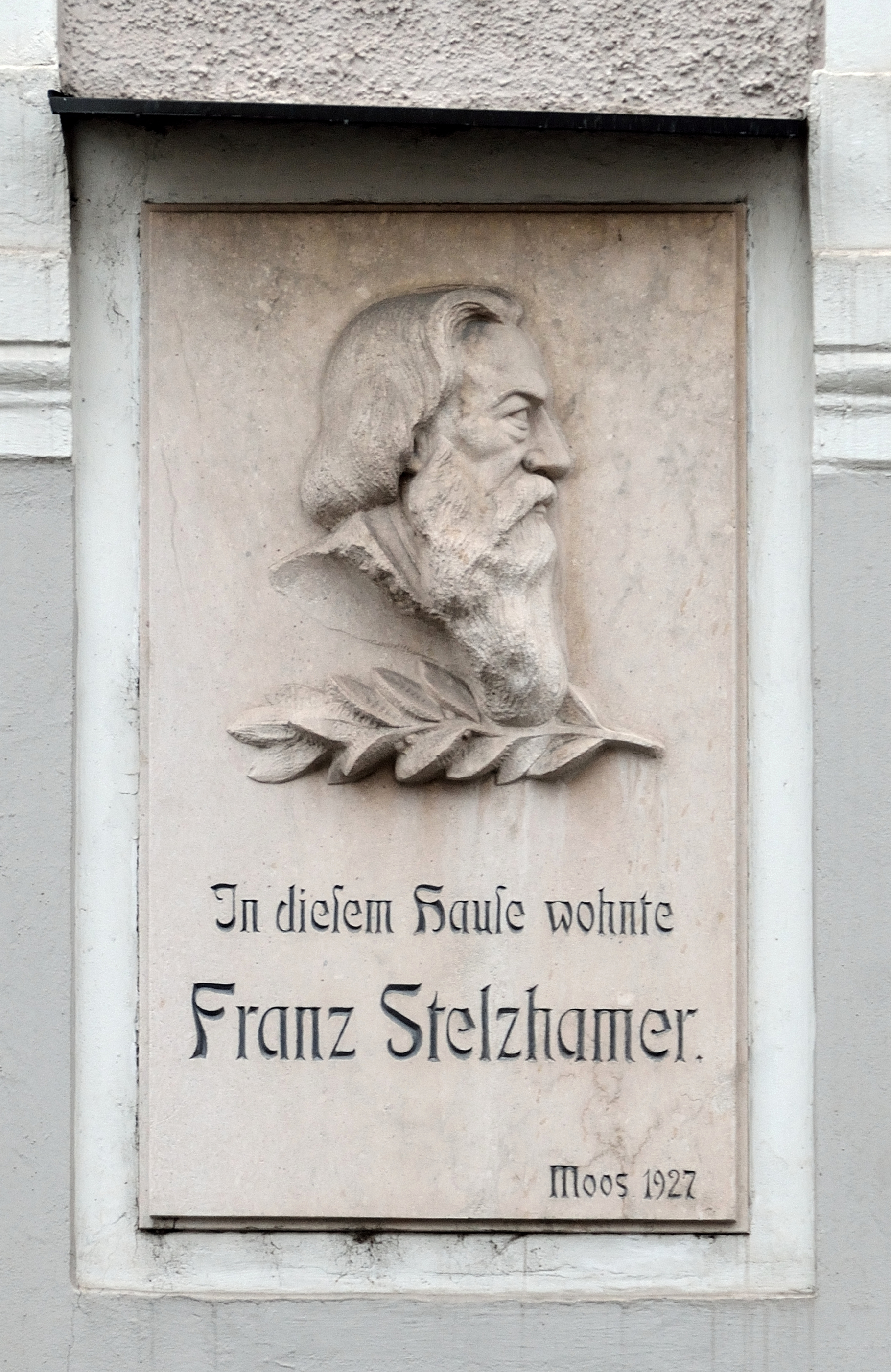
Stelzhammer Gedenktafel in der Müllner Hauptstraße

Das Stadtverschönerungs-Comité griff aber auch gestaltend in das Stadtbild ein. So wurde 1863 der freie Zugang von der Stadt zum Mönchsberg geschaffen (mit wesentlicher Unterstützung durch die Kaiserinwitwe Caroline Augusta). 1875 wurde der heute noch vorhandene Weg über Bucklreit von der Riedenburg nach Leopoldskron benutzbar gemacht. Ebenso wurden Wege zum und auf den Kapuzinerberg angelegt. Auch für den Erhalt bedrohter Baulichkeiten (z. B. Bürgerwehr-Söller, Brunnenhaus am Nonnberg, Tomaselli-Kiosk, Vogelpavillon im Mirabellgarten) trat das Comité aktiv ein. Etwas spöttisch wurde der Verein wegen der vielen von ihm aufgestellten Sitzbänke von der Salzburger Bevölkerung auch als „Bankerl-Verein“ tituliert. Hunderte von Laubbäumen wurden am Mönchsberg, an den Salzachkais oder vor dem Schloss Mirabell gepflanzt. Bereits damals musste man die Stadtwache gegen die „durch böswillige Hand (vorgenommenen) argen Beschädigungen an den Pflanzungen“ zu Hilfe rufen; das betrifft auch den Birnbaum auf dem Walserfeld, der 1875 „frevelhaft gefällt“ wurde und dann mit einer Weißdornpflanzung versehen neu errichtet wurde. Die Renovierung der Fresken bei der Pferdeschwemme auf dem Siegmundsplatz wurde mehrmals von dem Verein bezahlt. Diverse Denkmäler in der Stadt wurden neu geschaffen (Marmorbrunnen im Kaiser Franz-Joseph-Park, Orientierungstisch auf der Eduard-Richter-Höhe, Stelzhammer-Gedächtnistafel von dem Bildhauer Leo von Moos am 26. Juni 1927 in der Müllner Hauptstraße, Planierung und Neubepflanzung des aufgelassenen Nonntaler Friedhofes), manche auch verschönert (1903 Mozartdenkmal, 1913 Neuaufstellung des Pegasus-Brunnens im Mirabellgarten, Verpflanzung des Schiller-Denkmals des Bildhauers  Johann Meixner in den früheren Botanischen Garten bei der Aula der Universität, heute Furtwängler-Park, Restaurierung der Corpora der „Drei Kreuze“ in der Schallmooser Hauptstraße) oder wieder zurückgekauft (z. B. diverse Zwergenfiguren für den sog. Zwergel-Garten im Gaerten des Schlosses Mirabell).
Nicht verhindert werden konnte 1893 der Abriss des Linzer Tors, obwohl bereits Geld für seine Renovierung gesammelt worden war. Bestrebungen, dieses Stadttor wieder aufzubauen, sind seitdem immer wieder aufgetaucht (z. B. 1987), vor allem weil der Wunsch nach einer Verkehrsbeschleunigung heute von dem Verlangen nach einer Verkehrsberuhigung abgelöst worden ist. Gegen den Abriss des Hexenturms (eines historisch wichtigen Teils der Stadtbefestigung) hatte der Verein seit 1927 zunächst erfolgreich agiert, aber nach den 1944 erlittenen Bombenschäden wurde dieser um 1960 abgerissen.
An der Vereinsspitze wirkten bedeutsame Salzburger Persönlichkeiten, beispielhaft erwähnt werden kann der Salzburger Fachinspektor für Kunsterziehung und Kunstmaler Alois Schmiedbauer (Präsident von 1954 bis 1977).

## Heutige Aufgabe
Der Verein war früher wie auch heute kreativ in der Besorgung von Finanzmitteln, um dem Vereinszweck zu dienen (Konzert- und Tombola-Veranstaltungen, Haussammlungen, Anwerben von Mäzenen, heute Sponsoren genannt). Zu seinen Aktivitäten gehört auch die Herausgabe der Zeitschrift „Bastei (Blätter des Stadtvereins Salzburgs zur Erhaltung und Pflege von Bauten, Kultur und Gesellschaft)“ sowie die Herausgabe einer unregelmäßig erscheinenden Schriftenreihe „Kulturgut der Heimat“ (Themenhefte waren „Der Spielmann des Herren. Der Salzburger Franziskanermönch Pater Peter Singer“, „Josef Mayburger – sein Leben und Werk“, „Das Neutor“, „Salzburger Brunnen“ „Unsere Salzburger Stadtberge“ u. v. a. m.). Durch Führungen und Fahrten durch Stadt und Land Salzburg soll ebenfalls das Bewusstsein der Salzburger für die historisch-kulturelle Bedeutung der Stadt gefördert werden.
Der Stadtverein veranstaltet auch Exkursionen in der Stadt, in das Land Salzburg und ins benachbarte Ausland, meist zu speziellen Themen der Stadtentwicklung. Zum Beispiel führten die Exkursionen im Jahr 2023 nach Istrien, die Slowakei und zwei Salzburger Spezialthemen, während als Exkursion im Jahr 2024 eine Reise an den Gardasee geplant ist.

## Inhaltliche Schwerpunkte der Zeitschrift Bastei in den letzten Jahren
- 1/2024: Die aktuelle Nummer der Bastei ist ein Forderungskatalog an die kommende Stadtregierung, die nach der Gemeinderatswahl am 10. März 2024 gebildet werden wird. Zu den Themenfeldern Verkehr, Stadtplanung, Wohnen, Freiraum, Tourismus und Welterbe werden die bestehenden Herausforderungen dargestellt und Empfehlungen bzw. Forderungen an die kommende Stadtregierung formuliert.[4]
- 4/2023: BAUEN. WOHNEN. LEBEN: Die vierte Ausgabe der Bastei im Jahr 2023 widmet sich dem drängenden Thema von bebaubaren Grundstücken in der Stadt Salzburg[5]
- 3/2023: LIEFERING. Die Herbstausgabe der Bastei umfasst Beiträge zum Salzburger hauptsächlich dem Stadtteil Liefering.[6]
- 2/2023: DESTINATION SALZBURG. Tourismushabitat und Lebensraum ist der Schwerpunkt der Sommerausgabe 2023 der Bastei.[7]
- 1/2023: S-LINK, JA oder NEIN: Die erste Ausgabe der Bastei im Jahr 2023 widmet sich dem Projekt S-Link. Das Vorhaben der teilweise unterirdischen Verlängerung der Salzburger-Lokalbahn vom Salzburger Hauptbahnhof bis nach Hallein.[8]